# Alt Ernő
Alt Ernő (Léva, 1921. december 15. – 2022. április 7.) szlovákiai magyar gyógyszerész.

## Élete
Alt Ernő és Tóth Mária Ilona fia. Az elemi iskolát és a piarista kisgimnáziumot szülővárosában végezte, ahol cserkész és vívó is volt. 1943 októberében a magyar hadsereg katonája lett, a 203-as honi légvédelmi tüzérosztály karpaszományos katonája lett. 1944 januárjától tartalékos tüzértiszti iskolát végzett Székesfehérvárott. Ütegét Várpalotára telepítették. Karpaszományos szakaszvezetőként itt teljesített szolgálatot egészen 1945 februárjáig, ekkor alakulatával Németországba vezényelték, először Essen városába, majd Bochumba. A háború végén az amerikai csapatok bejövetelekor Dortmundban nyugati hadifogságba került. Fogsága egy részét francia, illetve csehszlovák táborokban töltötte, Belgiumban, Franciaországban és Németországban, ahonnét 1946 nyarán tért haza.
Korai régészeti, néprajzi és gyermekjáték-gyűjteményei a második világháborúban elpusztultak. 1951-ben a pozsonyi Comenius Egyetemen szerzett gyógyszerészeti diplomát, majd Léván helyezkedett el, a város legrégebbi, 1664-ben alapított Fekete Sas gyógyszertárában. Az 1950-es évek végén az egykori Fekete Sas patika épületét a hivatal bezáratta. Bútorzatát, használati eszközeit Alt Ernő megmentette.
Az 1960-as években járási főgyógyszerésszé nevezték ki. Akkoriban 12 patikát felügyelt. A patikamentést is ekkor kezdte. A város másik igen jelentős múltra visszatekintő, Arany Korona patikáját felújították, s Csehszlovákia legkorszerűbben berendezett patikájává vált.
A gyűjteményéből 1971-ben nyílt állandó kiállítás a lévai várban lévő Barsi Múzeumban. Ez volt az első gyógyszerészet-történetet bemutató tárlat Szlovákia területén. A nyolcvanas évek közepén nyugdíjazták. Fiatalkora óta méhész is volt, Horhi városrészben példaértékű méhészetet vezetett. A fél évszázadon át gondosan összegyűjtött mézmintái alapul szolgáltak az atmoszférában terjedő radioaktivitásról szóló kutatásnak. 1992-től elnöke volt a Szlovákiai Méhész Szövetség Lévai Alapszervezetének.
A lévai járás méhészetének történetével is foglalkozott. Ösztönzésére az Országos Gyógyszerészeti Napok eseményét 1972-ben először Léván rendezték meg.
Felesége Lengyelfalusi Sarolta (?–2002). Három gyermekük: Mária, István és Klára.

## Elismerései
- 1978 a Legjobb egészségügyi feltaláló
- 2001 a Szlovákiai Méhész Szövetség tiszteletbeli tagja
- 2002 Hulják Pál-érem (Barsi Múzeum)
- 2016 Léva díszpolgára
- 2021 Magyarország Honvédelmi Miniszterének emléktárgya
- 2022 Nyitra Megyei Önkormányzat elnökének köszönőlevele (in memoriam)

## Művei
- 1984 A Lévai járás gyógyszerészeti története 1664–1984
- 1985 Dejiny levickej nemocnice 1885-1985. Levice (tsz. Eugen Bába – Ladislav Huljak)
- 1992 Miről szólnak a lévai harangok. Garamvölgye, 1992
- A Lévai járás méhészetének története 1714–1993. Acta musei Tekovensis